# ゲオールギイ・ポベドノーセツ (大型揚陸艦)
ゲオールギイ・ポベドノーセツ(ロシア語:Георгий Победоносецギオールギイ・パビダノースィェツ)は、ロシア連邦の大型揚陸艦(Большой десантный корабль)である。艦名は正教の聖人「聖大致命者凱旋者ゲオルギイ」のことで、歴代のロシア艦艇に使用された由緒ある艦名である。

## 概要
ゲオールギイ・ポベドノーセツは、ポーランド人民共和国で開発された775号計画型大型揚陸艦の20番艦BDK-45(БДК-45エームデーカー・ソーラク・ピャーチ)として、グダニスクの「ヴェステルプラッテの英雄記念」北造船所(現株式会社「北造船所」)で建造された。1985年に竣工すると、ソ連海軍に引き渡され北方艦隊に配備された。
1991年末にソ連が崩壊すると、BDK-45の所属もロシア海軍に移ることとなった。1992年7月26日、BDK-45はそれまでのソ連海軍旗を降ろし、ロシア海軍の伝統的な旗であるアンドレイ旗を掲げた。
その後、BDK-45は北方艦隊の艦艇としてオランダ・ロッテルダムへの訪問航海に加わった。ロシア海軍時代、BDK-45は一度ならず艦隊の最優秀艦艇に選ばれている。特に、1999年には2度にわたって北方艦隊の最良水上艦艇に選出された。そして、ムールマンスク州知事賞を受けた。2002年7月27日には、艦名はゲオールギイ・ポベドノーセツに改められた。その後も、軍事演習に活発に参加するなど積極的な活動を展開している。